# 田贵水库
田贵水库，位于中国广西壮族自治区平南县国安瑶族乡田贵村境内，是思旺河上游上的一座中型水库。于1975年动工兴建，1988年竣工蓄水。水库控制流域面积93.8平方千米，总库容4887万立方米，水面面积2.15平方千米。大坝为水力冲填水坠式心墙坝，坝高60.2米，坝长405米，坝顶宽8米。水库具有年调节功能，以发电为主，兼顾养殖。水库坝后电站装机容量2.5兆瓦，年发电量650万千瓦时。